# Zheng Zuoxin
Pour les articles homonymes, voir Zheng (homonymie).
Dans ce nom chinois, le nom de famille, Zheng, précède le nom personnel.
Zheng Zuoxin (郑作新, en chinois) est un ornithologue chinois, né le 18 novembre 1906 à Fuzhou et mort le 27 juin 1998 à Pékin.
Il est considéré comme le père de l’ornithologie chinoise.